# Nancy MacLachlan
Nancy MacLachlan es una jinete canadiense que compitió en la modalidad de doma. Ganó una medalla de bronce en los Juegos Panamericanos de 1995, en la prueba por equipos.

## Palmarés internacional
| Juegos Panamericanos | Juegos Panamericanos      | Juegos Panamericanos | Juegos Panamericanos |
| Año                  | Lugar                     | Medalla              | Categoría            |
| -------------------- | ------------------------- | -------------------- | -------------------- |
| 1995                 | Mar del Plata (Argentina) | Medalla de bronce    | Por equipos          |